# Laharpur
Laharpur è una suddivisione dell'India, classificata come municipal board, di 50.080 abitanti, situata nel distretto di Sitapur, nello stato federato dell'Uttar Pradesh. In base al numero di abitanti la città rientra nella classe II (da 50.000 a 99.999 persone).

## Geografia fisica
La città è situata a 27° 43' 0 N e 80° 54' 0 E e ha un'altitudine di 132 m s.l.m..

## Società

### Evoluzione demografica
Al censimento del 2001 la popolazione di Laharpur assommava a 50.080 persone, delle quali 26.148 maschi e 23.932 femmine. I bambini di età inferiore o uguale ai sei anni assommavano a 9.650, dei quali 4.887 maschi e 4.763 femmine. Infine, coloro che erano in grado di saper almeno leggere e scrivere erano 20.374, dei quali 12.276 maschi e 8.098 femmine.